# Petr Fiala (senátor)
Petr Fiala (* 24. listopadu 1968 Ústí nad Orlicí) je český politik, od roku 2022 senátor za obvod č. 46 – Ústí nad Orlicí, v letech 2008 až 2012 a opět od roku 2016 zastupitel Pardubického kraje, od roku 2006 zastupitel a starosta města Letohrad na Orlickoústecku, od roku 2019 předseda hnutí Společně pro kraj (SproK).

## Život
Vystudoval gymnázium v Žamberku. Studoval na Pedagogické fakultě Univerzity Hradec Králové. Studia po roce zanechal a začal pracovat u Českých drah, kde postupně vystřídal různé pozice. Působil jako průvodčí osobních a mezinárodních vlaků, vlakvedoucí mezinárodních rychlíků (Letohrad - Lichkov - Mezilesí - Kłodzko a zpět) a také pracoval jako ekonom železniční stanice v Letohradě.
Angažoval se i ve sportovní oblasti. V letech 1998–2000 byl místopředsedou Českomoravského svazu hokejbalu. V letech 2000–2010 zastával funkci jeho předsedy.

## Politické působení
V komunálních volbách v roce 2002 kandidoval jako nezávislý za uskupení „Sdružení pro Letohradsko, občanské sdružení“ do Zastupitelstva města Letohrad, ale neuspěl. Uspěl až ve volbách v roce 2006, když kandidoval jako nezávislý a zároveň lídr kandidátky uskupení „Sdružení pro Letohradsko“. Následně se v listopadu 2006 stal starostou města. Mandát zastupitele a starosty města pak obhájil ve volbách v letech 2010, 2014 a 2018 (vždy jako lídr kandidátky a nezávislý za uskupení „Sdružení pro Letohradsko“).
V krajských volbách v roce 2008 byl také poprvé zvolený zastupitelem Pardubického kraje, když kandidoval jako nezávislý na kandidátce ČSSD. Působil jako místopředseda Finančního výboru. Ve volbách v roce 2012 nekandidoval. Jakožto nestraník za ČSSD byl opět zvolený v krajských volbách v roce 2016 a ve volebním období 2016–2020 působil jako předseda výboru pro dopravu a dopravní obslužnost Pardubického kraje.
V srpnu 2019 spoluzaložil hnutí Společně pro kraj (SproK) a stal se jeho předsedou. V krajských volbách v roce 2020 obhájil mandát zastupitele Pardubického kraje, když jako člen hnutí SproK kandidoval za subjekt „3PK – Pro prosperující Pardubický kraj“ (tj. ČSSD a hnutí SproK). V tomto období působil ve funkci předsedy výboru pro dopravu a dopravní obslužnost Pardubického kraje. Je také předsedou Sdružení obcí Orlicko.
Ve volbách do Senátu PČR v roce 2022 kandidoval za KDU-ČSL v rámci koalice „KDU-ČSL+SproK“ v obvodu č. 46 – Ústí nad Orlicí. Vzhledem k tomu, že na funkci kandidovali jen dva uchazeči, získal již v prvním kole 65,66 % hlasů, porazil tak svého soupeře Stanislava Ešnera z hnutí ANO, a stal se tak senátorem.
V Senátu je členem Senátorského klubu KDU-ČSL a nezávislí, Výboru pro hospodářství, zemědělství a dopravu, Podvýboru pro zemědělství Výboru pro hospodářství, zemědělství a dopravu, je rovněž místopředsedou Volební komise a Podvýboru pro sport Výboru pro vzdělávání, vědu, kulturu, lidská práva a petice.
Petr Fiala se stal 14. politikem v historii fungování českého Senátu, tedy od roku 1996, který ve volebním klání získal mandát už v prvním kole.
V komunálních volbách v roce 2022 kandidoval jako lídr „SDRUŽENÍ PRO LETOHRADSKO, S PODPOROU 3 PK – PRO PROSPERUJÍCÍ LETOHRAD“ (tj. SproK a nezávislí kandidáti) do zastupitelstva Letohradu. Získal nejvyšší počet preferenčních hlasů, a mandát zastupitele města tak obhájil. Dne 19. října 2022 byl opět zvolen starostou města.
V krajských volbách v září 2024 obhájil z pozice člena hnutí SproK mandát zastupitele Pardubického kraje na kandidátce subjektu „3PK – Pro prosperující Pardubický kraj“ (tj. SOCDEM, hnutí SproK a hnutí VČ). Původně figuroval na 16. místě kandidátky, vlivem preferenčních hlasů skončil druhý.